# Italva
Italva är en kommun i Brasilien.   Den ligger i delstaten Rio de Janeiro, i den sydöstra delen av landet, 900 km sydost om huvudstaden Brasília. Antalet invånare är 14 027.
Omgivningarna runt Italva är huvudsakligen savann. Runt Italva är det ganska glesbefolkat, med 42 invånare per kvadratkilometer.